# Biscote

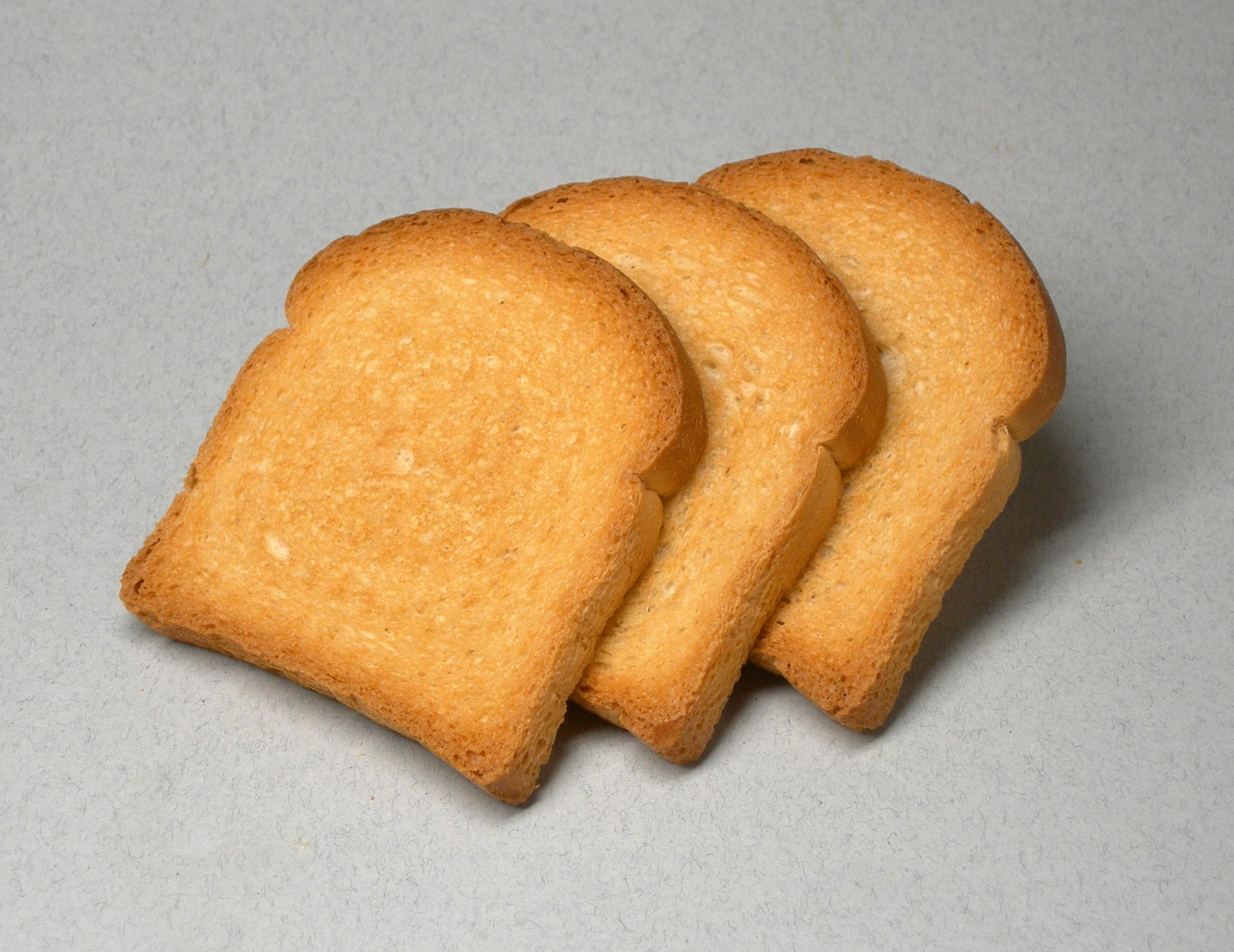
Biscotes.

El biscote (del francés biscotte y este del italiano fetta biscottata, plural Fette biscottate, literalmente ‘cocido dos veces’, también llamado pan bizcochado) es un pan crujiente, a veces endulzado, que se cuece dos veces, cortándolo en rebanadas antes de la segunda.

## Elaboración
El biscote actual es casi siempre de fabricación industrial, por lo que contiene ingredientes añadidos que su antepasado artesanal, el biscotto italiano, no necesita.
La receta más común del biscote emplea harina muy fina (es su principal ingrediente, suponiendo hasta el 97% del producto final), agua, azúcar, grasa vegetal, leche desnatada, levadura y sal. Una vez mezclados se obtiene una masa que se divide en trozos y se deja reposar para que fermente en una sala de secado. Entonces se amasan y se les da forma, introduciéndolos en un molde con tapa, donde sucede una segunda fermentación. Tras cocerlo, se obtiene una especie de pan de molde que se deja reposar 24 horas. Esto permite una distribución uniforme de la humedad. Tras esto se corta en rebanadas, que se procede a cocer una segunda vez. Los biscotes así obtenidos contienen muy poca agua, lo que los hace crujientes y les otorga un tiempo de conservación largo.

## Variantes regionales
- En Sudáfrica y el Reino Unido existe un tipo de biscote llamado rusk que a veces se da a los bebés durante su dentición.
- En los Países Bajos existen unos biscotes llamados beschuit que son ligeros, redondos y bastante quebradizos. Suelen emplearse para preparar beschuit met muisjes, y también se toman para desayunar.
- En Suecia están los skorpor, que pueden condimentarse con hierbas, fruta seca, frutos secos o especias como anís o cardamomo. La panificadora sueca Pågen fabrica una de las marcas más vendidas, Krisprolls.
- En Grecia se llama paximadi (παξιμάδι) a varios tipos de biscotes, hechos habitualmente con harina de cebada o guisante, que se ablandan con vino, agua o aceite antes de comerlos. El paximadi constituye la base del aperitivo cretense dakos (ντάκος).
- En Argentina, tostadas
- En Alemania, el Zwieback se considera un elemento a tener disponible en casa para situaciones de emergencia ( como p.ej. inundaciones o pandemias), ya que al no tener humedad se mantiene comestible durante mucho más tiempo que el pan tradicional o el pan de molde.